# Бердібек

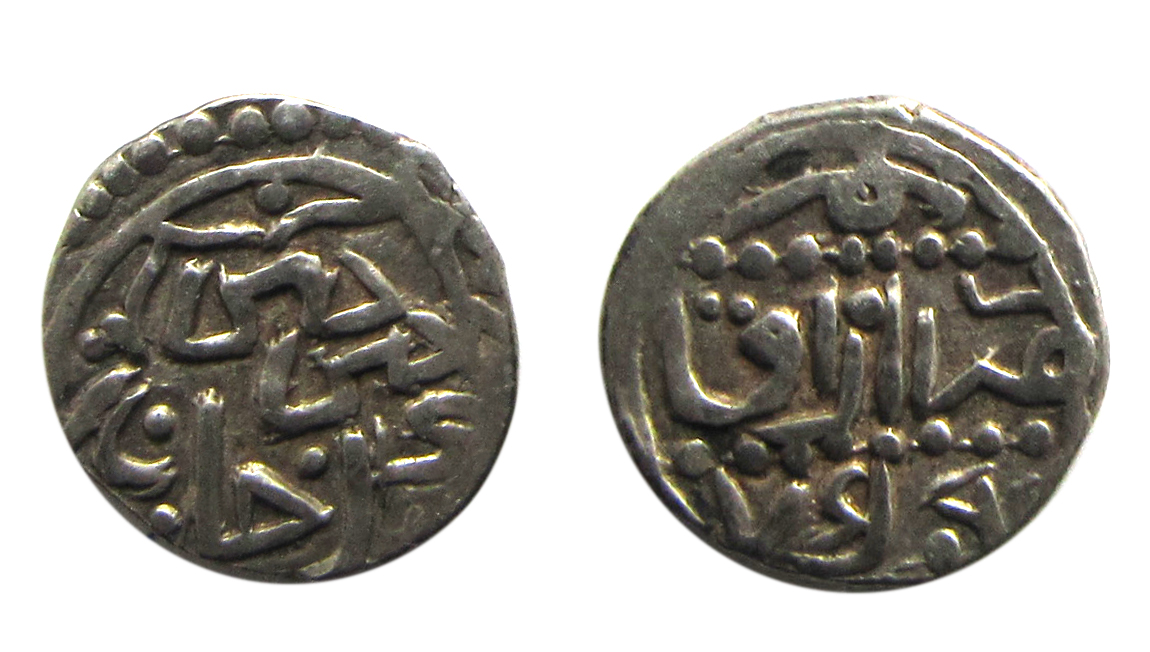
Монета хана Бердібека

Мухаммед Бердібек (тат. Mөxəmmət Birdebək *1310 — †1359) — хан Золотої Орди з 1357 до 1359 року.

## Життєпис
Походив з роду Чингізідів. Син Джанібека, хана Золотої Орди. Брав участь у багатьох походах свого батька. У 1356 був у військовому поході Джанібека проти Ільханів. Цього ж року став намісником захопленого Азербайджану. Дізнавшись про хворобу батька Бердібек у 1357 році повернувся в Орду та наказав вбити Джанібека, а згодом і 12 своїх братів. Таким чином став новим ханом Золотої Орди. 
В цілому намагався продовжувати політику свого батька. Підтримував московських князів та руську православну церкву. 23 жовтня 1357 року надав ярлик митрополиту Олексію, яким підтверджував право його займати посаду та привілеї церкви.
В цей час починає свою стрімку кар'єру майбутній беклярбек Мамай, який був одружений з донькою Бердібека.
У 1359 році був вбитий іншим претендентом на владу — Кульпою. Із загибеллю Бердібека почався період, відомий в історії під назвою «Велика зам'ятня».